# Baggio (Pistoia)
Baggio è una frazione del comune di Pistoia, posta ad una altitudine da 495 a 560 m s.l.m.

## Storia
Le prime notizie storiche riferite a questa antica località, partono dall'anno 982, quando per la prima volta viene citato il toponimo riferito a "Case, boschi e beni in locus Bagio". Successivamente, Emanuele Repetti nel suo "Dizionario Geografico Fisico Storico della Toscana" racconta come nella zona ebbero signoria i Conti Cadolingi di Fucecchio, gli Alberti ed i Guidi. Nel 998, infatti, la contessa Gemma, vedova del conte Cadolo, donò alla cattedrale pistoiese il suo podere di Bagio. Altra donazione, da parte dei Conti Alberti che, nel 1009, trasferivano ogni loro possedimento in Bagio alla Badia di Fontana Taona. Lo stesso fece il Conte Tegrimo del fu Conte Guido nel 1043.
Nel XVI secolo la Mangona installò nelle valli pistoiesi, numerose ferriere che utilizzavano come combustibile la legna ed il carbone. Questo provocò l'abbandono delle attività agricole e pastorali, favorendo l'impiego della maggior parte della popolazione nel taglio della legna e nella produzione del carbone, regalando a Baggio un periodo di florido sviluppo economico. La maggior parte del complesso urbanistico risale a questi anni, con poche modifiche nel corso dei secoli successivi.
Lo stesso Repetti stima la popolazione di Baggio tra il 1833 ed il 1846 in 678 unità.

## Origine del nome
Non esiste una etimologia certa del toponimo "Baggio", ma sono state formulate diverse ipotesi più o meno attendibili.
Si pensa che il nome possa derivare da un antico tempio romano dedicato a Bajo, compagno di Ulisse, o a Bajante, altro antico idolo pagano.
Il glottologo Carlo Tagliavini afferma invece che il toponimo possa derivare dai nomi propri latini Baius e Badius.
Il professor Adolfo Oxilia propende per una derivazione cromatica. In latino esiste un aggettivo "badius, badia, badium" che ha il senso di rosseggiante, splendente. Anche nel greco antico la parola "bais" indica il colore rosso bruno, assimilabile a quello del sottobosco ricco di castagne e cardi tipico dei boschi circostanti.
Ancora lo storico Ugo Gestri, già parroco di Baggio negli anni intorno al 1930, propende per l'etimologia derivante dall'unione di due parole: Bad e Agium. Bad indicava il dio Eolo dei Greci, mentre Agium, in latino, significa padronanza. Badagium quindi significherebbe "padronanza dei venti", trovando conferma nella realtà molto ventosa della località.
Infine, ultima ipotesi, è quella dello storico Moroni il quale ricorda che, al tempo delle lotte tra Guelfi e Ghibellini, i Signori Baggio furono costretti ad esulare da Milano per stabilirsi una parte nell'antico territorio di Bassano, originando Baggio, l'odierno quartiere di Milano, ed una parte in Toscana, ove costituirono una Signoria su uno dei contrafforti dominati dall'Ombrone Pistoiese, probabilmente l'attuale Baggio.

## Luoghi d'interesse
- Chiesa di San Michele Arcangelo
- Antico tratto della via Baiana, dal centro del paese è possibile immettersi direttamente nell'antico tratto, dell'itinerario principale della Via Baiana, antica via di comunicazione tra Pistoia e l'Abbazia di San Salvatore a Fontana Taona, itinerario di collegamento per il cammino di Santiago di Compostela.
- Museo del carbonaio, museo dedicato all'antico mestiere della maggior parte della popolazione di Baggio.